# Köpmangatan, Södertälje
Köpmangatan är en gata i stadskärnan av Södertälje i Södermanland och Stockholms län. Gatan löper från Stora Torget till Ekdalsgatan vid Kanaltorget och Orionkullen.
Gatan anlades i samband med citysaneringen av Södertäljes stadskärna som huvudsakligen genomfördes under 1960-talet. Den projekterades som parallellgata till Storgatan och kunde invigas på sensommaren 1965. På Köpmangatan etablerades flera butiker. Av den äldre bebyggelsen i kvarteren Neptunus och Polstjärnan sparades en del fastigheter öster om gatan.
Köpmangatan har flera busshållplatser, och fungerar som en av kollektivtrafikknutpunkterna i stadskärnan. Busstrafiken i samband med entréer till varuhusen och butiker ger stora folkströmmar på gatan.
Kanaltorget utmed Köpmangatan anlades med byggstart 2020 i samband med att garageinfarten till Varuhuset Kringlan flyttades från Marenplan till Västra Kanalgatan. Torget invigdes 2022.

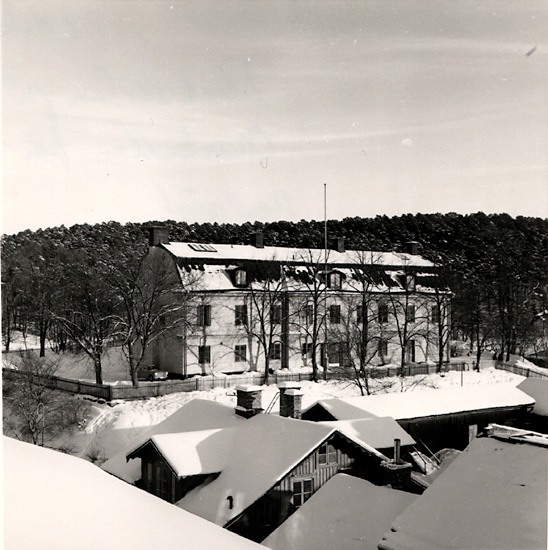
Utsikt över Orionkullen innan byggnationen av Varuhuset Kringlan 1963. Köpmangatan är dragen där husen i förgrunden stod